# Barcelona Esportivo Capela
El Barcelona Esportivo Capela, més conegut com a Barcelona, és un club de futbol brasiler de la ciutat de São Paulo.
Va ser fundat en 2004. Va jugar per primera vegada aquest mateix any contra el Jabaquara. El 2007, va traslladar a Ibiúna, jugant la segona divisió paulista. L'any 2009, el Barça s'allunya de la professionalitat, després de fer una mala temporada. El 2015, el club de nou a les activitats professionals. El club va revelar Diego Costa, davanter naturalizat espanyol i actualment juga al Atlètic de Madrid. Actualment disputeix la segona divisió paulista.
Juga a l'Estadi Nicolau Alayon, estadi del Nacional, amb capacitat per a 10.000 espectadors.